# Cyclothea exaereta
Cyclothea exaereta är en fjärilsart som beskrevs av Reginald James West 1930. 
Cyclothea exaereta ingår i släktet Cyclothea och familjen mätare. Inga underarter finns listade i Catalogue of Life.